# Stazione di Berlino-Zehlendorf
La stazione di Berlino-Zehlendorf (in tedesco Berlin-Zehlendorf) è una stazione ferroviaria di Berlino, che serve il quartiere omonimo.
È posta sotto tutela monumentale (Denkmalschutz).

## Movimento
La stazione è servita dalla linea S 1 della S-Bahn.

## Interscambi
- Fermata autobus